# Unbehagen
Unbehagen is een album van de Nina Hagen Band uit 1978.
Het tweede album van de Nina Hagen Band kwam de Album Top 50 binnen op 23 februari 1980.

## Inleiding
Bij de oorspronkelijke langspeelplaat was een apart inlegvel toegevoegd met daarop uitgetypt de teksten van de nummers, aan beide zijden van het inlegvel alle teksten. Ditmaal stonden er geen tekeningen of opmerkingen op van Nina zelf, zoals bij het eerste album Nina Hagen Band. Het album was minder succesvol dan het debuut, de fans van het eerste uur die weer een punky album verwachtten, werden wellicht wat teleurgesteld.
Seite I opent met een reggae-nummer ("African Reggae") dat qua muziek totaal anders is dan wat eerder van de Nina Hagen Band was verschenen, Bernhard Potschka en Reinhold Heil tekenden voor de compositie, Nina Hagen zelf voor de tekst. Het is een ode aan allerlei vormen van weed: "hashisch, feinstes kaschmir, edelster türke, afghanisches gras" en ook de "cannabis in holland" komt voorbij. Dat had ongetwijfeld met de op dat moment zeer nauwe contacten tussen Nina Hagen en Herman Brood te maken. Zij waren ook beiden belangrijke spelers in de film Cha Cha uit 1979. Het album vervolgt met "Alptraum", waarin Hagen zich als nachtmerrie opstelt en de luisteraar als slachtoffer toezingt ("Ich bin dein Alptraum"). Het derde nummer is een Duitse tekst op My Lucky Number van Lene Lovich. Ook Lovich speelde in Cha Cha. Het nummer heet "Wir Leben Immer Noch", en is qua thematiek totaal anders dan het origineel, meer filosofisch met zinnen als "Wir vegetieren und wir rasen durch die lebenszeit". De afsluiten van Seite I is "Wenn Ich Ein Junge Wär", een kort nummer waarin Hagen zichzelf als jongen beschrijft ("ich würde in die schwulen-scene gehn und sexy boys den kopf verdrehn"). Dit nummer is eerder live opgenomen op 6 april 1979 in de Kongresshalle in Saarbrücken.
Herman Brood werd vereerd met een lied, de opening van Seite II: "Hermann hieß er". Hierin zijn niet mis te verstane teksten te horen als "Hermann spritzt mixturen" en "er fühlt sich weise und erleuchtet, wenn er zärtlich seine zunge mit speed befeuchtet". Het eind van het nummer lijkt op de beschrijving van een mislukte LSD-trip "Der wahnsinn ist eine reise zur hölle", waarin Hagen het de vele mogelijkheden van haar stem gebruikt. Daarna "Auf'm Rummel", een beschrijving van de jeugdscene in Oost-Berlijn ("irgendwie muß man was tun"), het nummer sluit af met "hier is absolut nix los", vermoedelijk een adequate beschrijving van de situatie. Daarna volgt een "Wau Wau", waarin Hagen wederom transformeert, ditmaal in een hond ("beiß in dein bein und in den sack / beiß kräftig rein schnapp-schnapp, zack-zack"). Daarna een 'gewoon' liefdesliedje, die in het oeuvre van Hagen niet zo veel voorkomen, "Fall In Love Mit Mir". Het album sluit af met het instrumentale "No Way".
Ten tijde van de opnames was de  Nina Hagen Band eigenlijk al ter ziele. Hagen verweet de bandleden: "Die haben mich als Dummchen verscheißern wollen, obwohl die meiste Ideen von mir waren". De nummers waren al tijdens de Europa-tour, begin 1979, gespeeld. Tijdens de opnames werden de nummer ingespeeld door de band in de Hansa Tonstudio in Berlijn, waarna de tapes naar Stockholm gingen, alwaar Hagen de teksten inzong in de ABBA-studio. Uiteindelijk hebben Hagen en Heil gezamenlijk creatieve beslissingen genomen die nog open stonden.

## Musici
- Nina Hagen - zang
- Bernhard Potschka - gitaar
- Manfred Praeker - basgitaar
- Reinhold Heil - toetsinstrumenten
- Herwig Mitteregger - slagwerk

## Muziek
| Nr. | Titel                  | Duur |
| --- | ---------------------- | ---- |
| 1.  | African Reggae         | 6:19 |
| 2.  | Alptraum               | 6:12 |
| 3.  | Wir Leben Immer Noch   | 4:57 |
| 4.  | Wenn Ich Ein Junge Wär | 2:19 |
| 5.  | Hermann Hieß Er        | 6:36 |
| 6.  | Auf'm Rummel           | 4:34 |
| 7.  | Wau Wau                | 2:09 |
| 8.  | Fall In Love Mit Mir   | 3:47 |
| 9.  | No Way                 | 1:05 |

## Album Top 100
Het album verbleef slechts 5 weken in de Nederlandse albumlijst.
| Hitnotering: 23-02-1979 t/m 22-03-1979 | Hitnotering: 23-02-1979 t/m 22-03-1979 | Hitnotering: 23-02-1979 t/m 22-03-1979 | Hitnotering: 23-02-1979 t/m 22-03-1979 | Hitnotering: 23-02-1979 t/m 22-03-1979 | Hitnotering: 23-02-1979 t/m 22-03-1979 | Hitnotering: 23-02-1979 t/m 22-03-1979 |
| Week:                                  | 1                                      | 2                                      | 3                                      | 4                                      | 5                                      |                                        |
| -------------------------------------- | -------------------------------------- | -------------------------------------- | -------------------------------------- | -------------------------------------- | -------------------------------------- | -------------------------------------- |
| Positie:                               | 19                                     | 25                                     | 20                                     | 40                                     | 49                                     | uit                                    |